# 技来静也
技来 静也（わざらい しずや）は、日本の漫画家。
三浦建太郎、森恒二とは高校時代の同級生であった。しかし、当時は技来が漫画を描いてなかったためあまり交流はなかったという。大学の学園祭をきっかけに親しくなった三浦の要請でアシスタントとなる。もともとは工業デザインを専攻していたが、卒業前に自身も漫画家を志すようになり、独立するまで三浦のアシスタントを5年に渡り務めた。
1992年、『ブラス・ナックル』にてデビュー。1997年より連載開始の『セスタス』シリーズは、20年以上にわたる大河長編として続いている。近年は眼病（網膜裂孔）などでの体調不良による休載も多い。

## 作品
- ブラス・ナックル（『ヤングアニマル』、白泉社、全3巻）
- 拳闘暗黒伝セスタス（『ヤングアニマル』、白泉社、全15巻）
- 拳奴死闘伝セスタス (『ヤングアニマル』→『ヤングアニマル嵐』→『マンガPark』→『ヤングアニマルZERO』、白泉社、既刊12巻)